# Avigdor Arikha
Avigdor Arikha (Radóc, Románia, 1929. április 28. – Párizs, 2010. április 29.) romániai születésű francia-izraeli festő, grafikus és művészettörténész.

## Élete
Arikha a romániai Radócon született, az egykori Bukovina déli részén. Csernyivciben (ma: Ukrajna) nevelkedett, szülei zsidó származású német anyanyelvűek voltak. Családját 1941-ben egy ukrajnai koncentrációs táborba deportálták. 1942 telén több száz zsidó volt kénytelen egy másik táborba átmenni a falu közelében. Arikha apját útközben súlyosan megverték a csendőrök, akik látták a konvoj vonulását. Később apja belehalt a bántalmazás okozta sérülésekbe. Utolsó szavai fiához ezek voltak: "Légy szabad". Húgával 1944-ben Palesztinába költözött, ahol 1948-ig egy kibucban élt. Részt vett az első arab-izraeli háborúban, ahol súlyosan megsérült. 1949-ben ösztöndíjat nyert a Párizsi Ecole des Beaux-Arts-ba. 1954-től életét Párizsban töltötte. 1961-ben összeházasodott Anne Atik amerikai író-költővel, akitől két lánya született. 2010-ben, a 81. születésnapját követő napon, otthonában halt meg rák következtében.

## Művészete
Az 1950-es években művészetére az absztrakt festészet volt jellemző. 1965-ben abbahagyta a festést és rajzolni kezdett. 1973-ban érezte újra szükségét, hogy fessen.
Arikha szövegeket is illusztrált, többek között Samuel Beckett először 1955-ben megjelent Novellák és Semmi szövegek című kötetét és Ernest Hemingway Az öreg halász és a tenger című művét (1980).
Számos jelentős portrét készített, többek között Bowes-Lyon Erzsébet brit királynéról (1983), Lord Home of the Hirselről (Sir Alec Douglas-Home) brit konzervatív politikusról, egykori brit miniszterelnökről (1988), Catherine Deneuve színésznőről (1990), Pierre Mauroy korábbi francia miniszterelnökről és Samuel Beckett francia íróról, akihez szoros barátság fűzte, annak 1989-ben bekövetkezett haláláig.

## Kötetek Arikháról
- Richard Channin, Samuel Beckett, Robert Hughes (et al.): Arikha. Párizs: Hermann; London: Thames and Hudson, 1985. ISBN 9782705660109
- Duncan Thomson: Arikha. London: Phaidon, 1996. ISBN 978-0714835211
- Monica Ferrando – Arturo Schwarz: Avigdor Arikha. Bergamo: Moretti & Vitali, 2001. ISBN 9788871861807
- Stephen Coppel – Duncan Thomson: Avigdor Arikha: From Life - Drawings and Prints, 1965-2005. London: British Museum Press, 2006. ISBN 9780714126470
- Arikha : Museo Thyssen-Bornemisza, 10 de junio-7 de septiembre de 2008., kiállítási katalógus a Thyssen-Borenmisza Collectionben. Madrid, Fundación Colección Thyssen-Bornemisza, 2008. ISBN 9788496233614
- Avigdor Arikha – Works From the Estate. London: Marlborough, 2012. ISBN 978-0897974325